# 宋必達
宋必達，字其在，湖廣承宣布政使司黃州府（今湖北省黃州市）人，清朝政治人物、進士出身。

## 生平
順治十八年（1661年）登進士，授江西寧都縣知縣。期間治理鹽運、盜賊等有功。

## 延伸阅读
[在维基数据编辑]
 《清史稿·卷476》，出自趙爾巽《清史稿》